# 10th Anniversary Best BLUE
『10th Anniversary Best BLUE』（テンス・アニバーサリーベスト・ブルー）は、Aqua Timezの2枚目のベストアルバム。2015年8月24日発売。発売元はエピックレコードジャパン。

## 解説
- デビュー10年目を記念したベストアルバム。本作までにリリースされた全てのシングル曲の中から、メンバーがセレクトした「クール、ブルーなイメージの曲」を収録した。
- 初回生産限定盤には、「Studio Live "Blue Jam"」として、スタジオで収録されたスペシャルライブが収録されている。また、team AQUA限定盤には、Disc 2にシングルと同じくブルーなイメージのあるカップリング曲、DVDにAqua Timezが2005年から2015年までの10年間で行われたライブやイベントの一部が収録されている。
- 新曲である「濃霧のち」が収録されている。
- 同日に『10th Anniversary Best RED』が発売された。
- オリコンデイリーアルバムランキング8/24付で1位を獲得した。

## 収録曲

### CD
1. 千の夜をこえて [4:53]
2ndシングル。
2. ALONES [4:19]
4thシングル。
3. Velonica [4:41]
8thシングル。
4. STAY GOLD [4:34]
9thシングル。
5. GRAVITY Ø [5:04]
12thシングル。
6. 真夜中のオーケストラ [5:53]
13thシングル。
7. MASK [4:52]
14thシングル。
8. エデン [5:28]
16thシングル。
9. 手紙返信 [3:38]
3rd配信限定シングル。
10. シンガロング [4:48]
6th配信限定シングル。
11. 最後までII [4:19]
18thシングル。
12. 濃霧のち [4:28]
新曲。ラストのコーラスはメンバー全員で行っている。
13. メメント・モリ [5:50]
4thアルバム『カルペ・ディエム』収録曲。
14. LOST PARADE [6:06]
5thアルバム『because you are you』収録曲。
15. イヴの結論 [5:04]
6thアルバム『エルフの涙』収録曲。

### DVD（初回生産限定盤）
Studio Live "Blue Jam"
1. 千の夜をこえて
2. MASK
3. カルペ・ディエム
4. シンガロング

### CD:DISC 2（team AQUA限定盤）
1. 歩み
1stシングル「決意の朝に」のカップリング曲。
2. 淋しき我ら
1stシングル「決意の朝に」のカップリング曲。
3. 暁
4thシングル「ALONES」のカップリング曲。
4. No Live, No Life
6thシングル「虹」のカップリング曲。
5. on the run
7thシングル「夏のかけら」のカップリング曲。
6. 長すぎた夜に
8thシングル「プルメリア 〜花唄〜」のカップリング曲。
7. 流星のうた
11thシングル「絵はがきの春」のカップリング曲。
8. 月のカーテン
12thシングル「GRAVITY Ø」のカップリング曲。
9. Full a Gain
13thシングル「真夜中のオーケストラ」のカップリング曲。
10. 空につづく道
14thシングル「MASK」のカップリング曲。
11. 1980
14thシングル「MASK」のカップリング曲。
12. 平行世界
15thシングル「つぼみ」のカップリング曲。
13. 夜の果て (2004年自主制作音源)
Aqua Timezが自主制作を行っていた時の音源を特別収録。
14. 手紙返信 (demo version)
YouTubeで公開されたデモバージョンを収録。

### DVD（team AQUA限定盤）
Aqua Timez 2005-2015 蔵出し映像
1. 2014.12.31 The FANtastic COUNTDOWN 2014-2015 / 恵比寿ザ・ガーデンホール
2. 2005.11.26 HEAVEN'S ROCK SHINTOSHIN
3. 2006.08.24 SUMMER LIVE TOUR 06 / Zepp Tokyo
4. 2015.02.08 いわきサンシャインマラソン / 福島県いわき市